# Elias Jelert
Elias Jelert Kristensen (født 12. juni 2003) er en dansk fodboldspiller, der spiller for den tyrkiske klub Galatasaray som back. Elias Jelert har spillet en række kampe på de danske U-19 og U-21 ungdomslandshold samt en enkelt A-landskamp.

## Klubkarriere
Jelert spillede som ungdomsspiller i Virum-Sorgenfri Boldklub fra 2008 og skiftede til FCK's akademi i 2014. Han indgik professionel kontrakt med FCK den 11. august 2021. Han debuterede i superligaen den 17. oktober 2021 i en kamp mod SønderjyskE. I sæsonen 2021/22 opnåede Jelert 15 kampe (11 superliga og 4 europæiske). Ved sæsonafslutningen forlængede han kontrakten med FCK til udløb sommeren 2026 og blev rykket op i førsteholdstruppen.

## Landsholdskarriere
Han fik debut på U/19-landsholdet den 4. september 2021 i en 6-1 sejr over Norge.
Han blev i marts 2023 udtaget til det danske A-landshold til EM-kvalifikationskampene mod Finland og Kasakhstan i samme måned, men kom dog ikke på banen i de to kampe. 
Han fik debut i på U/21-landsholdet den 16. juni 2023 i en EM-kvalifikationskamp mod Litauen U/21.
A-landsholdsdebut skete den 17. oktober 2023 i en EM-kvalifikationskamp mod San Marino